# André Oscar Wallenberg
André Oscar Wallenberg (i riksdagen kallad Wallenberg i Stockholm), född 19 november 1816 i Linköpings församling, Östergötlands län, död 12 januari 1886 i Skeppsholms församling, Stockholms stad, var en svensk bankman, sjöofficer, publicist samt riksdagsledamot från 1853 till sin död 1886. Han grundade Stockholms Enskilda Bank 1856, vilket var en av föregångarna till Skandinaviska Enskilda Banken och därigenom grundare av bank- och industriimperiet Wallenbergsfären.

## Uppväxt

### Familj
André Oscar Wallenberg var son till biskopen Marcus Wallenberg (1774–1833) och Anna Laurentia Barfoth (1783–1862) samt dotterson till läkaren och professorn Andreas Barfoth. Släkten Wallenberg, som hade präst-, lärdoms- och ämbetstraditioner, härstammar på fädernet från en Per Hansson som tog namnet Wallberg, namnet ändrades senare av bröderna Marcus, Jakob och Anders till Wallenberg.
Wallenberg gifte sig första gången 1854 med Catharina Wilhelmina Andersson (1826–1855) och andra gången 1861 med Anna von Sydow (1838–1910), dotter till Johan Gustaf von Sydow. Han var far till bland andra Knut, Gustaf, Oscar, Axel och Marcus Wallenberg. Sammanlagt hade han tjugo barn med tre olika kvinnor. Sex av de åtta söner som överlevde barndomen följde faderns exempel och provade på sjömanslivet, då "Först sjön och sedan fritt val" var A. O. Wallenbergs uppfostringsprincip.

### Utbildning
Wallenberg gjorde inträde i Linköpings läroverk 1825. Efter avlagd examen vårterminen 1832 gav fadern honom honom tillåtelse att ge sig ut på en provtur som jungman ombord på fartyget Sophie, som avseglade från Göteborg mot New Orleans på hösten 1832. Efter att resan var över återvände Wallenberg hem med sådana berömmande ord från fartygets kapten att fadern beslutade att låta honom bli sjöofficer.
Han avlade sjöofficersexamen i Karlskrona 1835, men enligt tidens normer var han tvungen att vänta på utnämning till sekondlöjtnant tills det blev en ledig plats. Under tiden bestämde han sig för att återigen utforska världen och tog anställning som matros på olika handelsfartyg. Tidtals hade han det knapert, och ibland fick han jobba som hamnarbetare för att dryga ut kassan. Men sitt humör höll han uppe. "Jag känner mig nöjdare med några pence på fickan än mången annan med många pund", skrev han en gång hem till sin mor.
Efter två års frånvaro kom Wallenberg hem och år 1837 blev han löjtnant i svenska flottan. Han begagnade dock all sin lediga tid till att se sig om ute i världen. Ett par år tjänstgjorde han som befälhavare på Sveriges första propellerbåt, Linköping, som gick mellan staden med samma namn och Stockholm.

## Karriär
År 1850 blev Wallenberg kommenderad till Sundsvall som premiärlöjtnant och chef för ett båtsmanskompani. Han blev vän med sågverksägaren Fredrik Bünsow och förmedlade lån till denne vid förvärvet av Skönvik 1856, vilket blev upprinnelsen till Skönviks AB (långt senare en grundpelare i SCA-koncernen). Wallenberg och Bünsow grundade också stadens första bryggeri, Sundsvalls Ölbryggeri 1858. Wallenberg representerade även staden som riksdagsman. 

### Stockholms Enskilda Bank

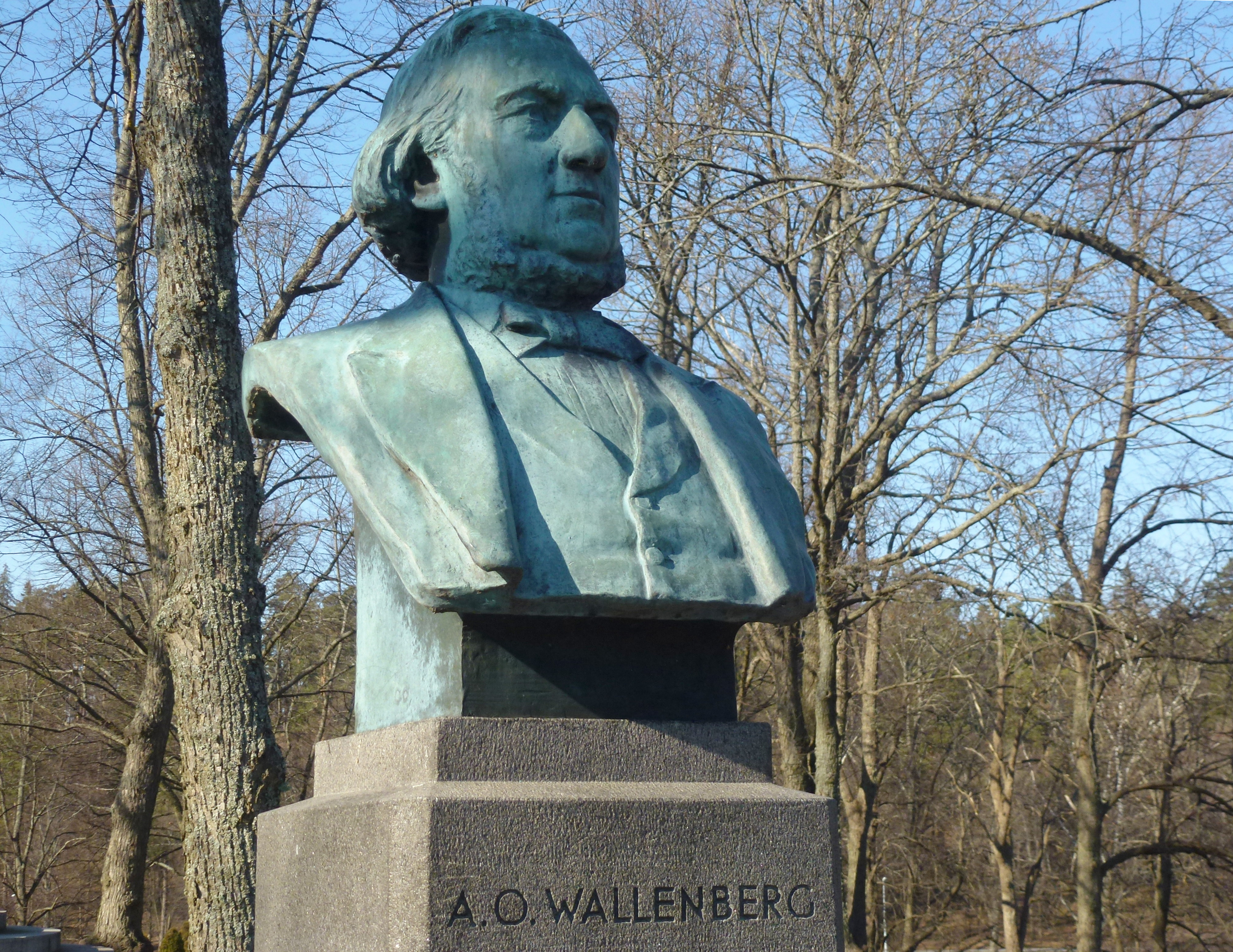
Byst över André Oscar Wallenberg vid Wallenberg-mausoleet på Lindö, Ekerö kommun.

Hans ovanliga finansiella begåvning förde honom mer och mer in på affärsbanan, och småningom blev det klart för honom, att hans egentliga livsuppgift var på bankväsendets område. 1856 grundade han Stockholms Enskilda Bank, en av föregångarna till dagens Skandinaviska Enskilda Banken. Stockholms Enskilda Bank var från början en nästintill kopia av det skotska bankväsendet. Wallenberg var verkställande direktör i företaget fram till sin död 1886.
När A.O. Wallenberg grundade Stockholms Enskilda Bank mötte han hårt motstånd från både Sveriges riksbank och konservativa politiker, som inte ville ha någon privat bank i Stockholm. Enskilda Banken blev dock Sveriges första affärsbank och kom att få stor betydelse för det svenska bankväsende och därmed för landets ekonomiska utveckling, som startade på allvar först efter mitten på 1800-talet. 
En nyhet som A.O. Wallenberg införde var att bankens kapital kom från inlåning från allmänheten och inte, som hos tidigare banker, genom privat sedelutgivning. Affärsidén var att om spararna lät pengarna stå bundna på ett konto under en längre tid så fick de högre ränta. Wallenberg introducerade också postväxeln i Sverige, vilket förenklade möjligheterna att överföra pengar mellan olika orter. Han fick idén han fick när han såg hur stora summor pengar skickades från en plats till en annan i stora paket, med risk för att de kunde förloras på vägen. Han insåg hur mycket enklare det skulle vara att göra avståndsbetalningar med en enkel papperslapp istället för att hantera tusentals sedlar.
A.O. Wallenberg engagerade sig genom Enskilda Banken också i många industrier, bland annat Atlas och flera järnvägsbolag. Han blev 1864 också en drivande kraft bakom grundandet av Sveriges första bankaktiebolag, Skandinaviska Kreditaktiebolaget (senare Skandinaviska Banken), och lade därmed grunden till Sveriges mäktigaste affärsdynasti som ännu i dag – i femte generationen – har ett mycket stort inflytande i svenskt näringsliv. Makten i Wallenbergsfären utövas numera genom SEB (som bildades genom sammanslagning av Enskilda Banken och Skandinaviska Banken 1972), investmentbolaget Investor (1916) och den stiftelse som A.O. Wallenbergs barnlöse son, Knut Wallenberg, grundade.

## Samhällsengagemang
Som många av dåtidens ledande industrimän var A.O. Wallenberg politiskt aktiv och verkade som riksdagsman aktivt för Sveriges modernisering, som startade på allvar först på 1840-talet av den liberale finansministern Johan August Gripenstedt. Förutom banklagstiftningens modernisering bidrog Wallenberg bland annat till metersystemets införande och ökade rättigheter för kvinnor, bland annat genom att bli först i landet med att låta kvinnor arbeta i bank och tillåta kvinnor att öppna egna bankkonton.
Wallenberg var åren 1853–1863 ledamot av borgarståndet. Därefter tillträdde han 1867 som ledamot av första kammaren i Sveriges riksdag efter ståndsriksdagens avskaffande. Där representerade han det politiska partiet Första kammarens ministeriella grupp.

## Personlighet

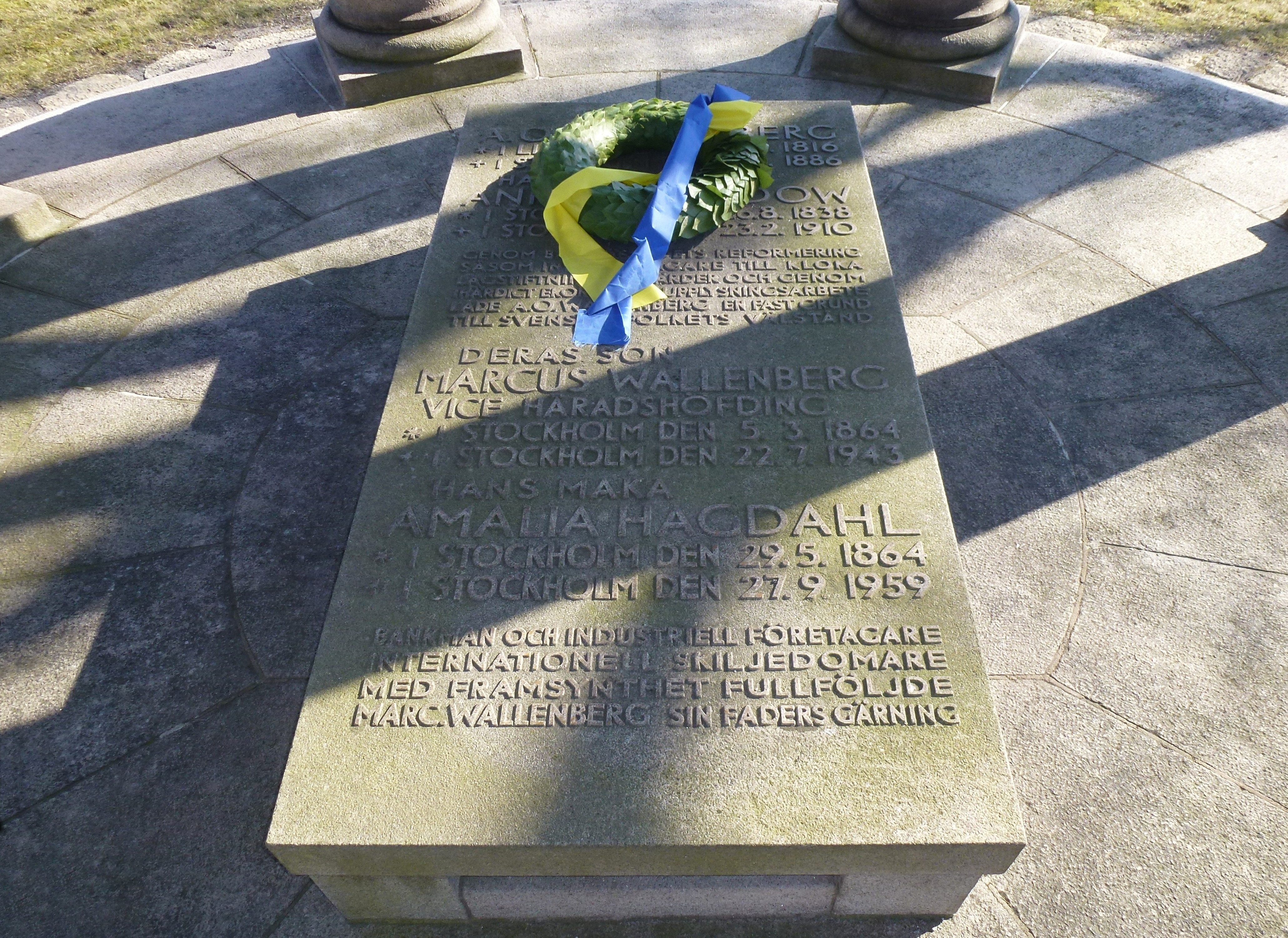
Wallenberg-mausoleet

A. O. Wallenberg var en energisk person som inte tålde motstånd och alltid ville vara den främste för att känna sig tillfreds. Hans temperamentsfulla polemik ledde till att han fick många ovänner, men när en vän en gång frågade honom varför han skaffade sig så onödigt många fiender svarade han: "Om jag skulle ha frågat det ringaste efter vad folk säger eller tycker, så skulle jag aldrig ha kunnat uträtta något."
Wallenberg avled den 12 januari 1886 i Skeppsholms församling och är begravd i Wallenberg-mausoleet vid Malmvik på Ekerö.